# Superstar (filme)
Superstar (Brasil: Superstar: Despenca Uma Estrela / Portugal: Superestrella) é um filme de comédia dos Estados Unidos dirigido pelo ex-membro do Kids in the Hall, Bruce McCulloch. Lançado em 1999, foi protagonizado por Molly Shannon, Will Ferrell, Elaine Hendrix, Glynis Johns, Harland Williams e Mark McKinney. Trata-se de uma spin-off do Saturday Night Live sobre uma garota peculiar e socialmente inepta chamada Mary Katherine Gallagher. A personagem foi criada pela estrela do SNL, Molly Shannon, e apareceu como uma personagem recorrente no SNL em várias esquetes. A história segue Mary Katherine tentando encontrar seu lugar em sua escola particular católica romana. Molly Shannon recebeu uma indicação ao Blockbuster Entertainment Award "Atriz Favorita - Comédia", mas perdeu para Heather Graham em Austin Powers: The Spy Who Shagged Me.

## Sinopse
Quando criança, Mary Katherine Gallagher (Molly Shannon) resgata um garoto com uma marca de nascença distinta na piscina pública. Órfã, ela vive com a avó (Glynis Johns) e fica obcecada em alcançar o "estrelato" e em dar seu primeiro beijo.
Na escola católica de Santa Mônica , Mary sonha em beijar Sky Corrigan (Will Ferrell), o garoto mais popular da escola, mas seu constrangimento a marca como uma pária social. Apanhada beijando uma árvore, ela é colocada em educação especial, onde faz amizade com Helen Lewengrub (Emmy Laybourne), e o novo aluno “bad boy” Eric Slater (Harland Williams) se interessa por ela.
Um show de talentos da escola é anunciado com a chance de ganhar uma viagem a Hollywood e ser um figurante. A avó de Maria a proíbe de participar, mas Helen pede que ela faça o teste de qualquer maneira, assim como a visão de Jesus (também Will Ferrell). Quando ela tenta se inscrever, Mary se vê em uma briga com a líder de torcida Evian Graham (Elaine Hendrix), a namorada de Sky. A avó de Mary revela a verdadeira razão pela qual ela não a deixa se apresentar - os pais de Mary foram pisoteados até a morte durante uma competição irlandesa de dança de salão.
Tendo testemunhado a briga com Mary, Sky termina com Evian, que jura vingança contra Mary. Ao fazer o teste para o show de talentos, Mary faz uma versão apaixonada de "Sometimes When We Touch". Evian joga um balde de tinta nela, inspirada em Carrie; humilhada, Maria foge da escola com Slater. Ele a leva para a piscina, revelando que ele era o garoto que ela salvou anos atrás, e eles se unem durante um mergulho improvisado. Ao voltar para casa, Mary descobre que sua avó foi informada de que Mary ganhou um lugar no show de talentos. Finalmente, permitindo que ela se apresente, a avó de Mary a treina e a um coro de seus colegas de educação especial.
Quando o show de talentos começa, Evian pede desculpas a Mary, revelando que ela e Sky estarão dançando juntos. Mary resolve não impressionar Sky, mas por si mesma. Em uma confissão de última hora, Mary renuncia ao seu sonho de se tornar uma estrela, em vez de pedir para sobreviver à performance em prol da avó. Maria e suas amigas tocam "Out Here On My Own" quando Slater, convocado por outra visão de Jesus, chega bem a tempo de assistir. O toca-discos inadvertidamente acelera, e Mary cai, ecoando a performance fatal de seus pais, mas, incentivada por Jesus, ela conduz com sucesso seus amigos através da performance deles.
Com uma ovação de pé, Mary vence o show de talentos. Sky a beija, mas ela o rejeita e beija Slater. O filme termina quando Mary, agora namorando Slater, compartilha um beijo final com a árvore.

## Elenco
- Molly Shannon como Mary Katherine Gallagher
- Will Ferrell como Sky Corrigan/Jesus
- Harland Williams como Eric Slater
- Elaine Hendrix como Evian Graham
- Mark McKinney como Padre Tylenol Ritley
- Glynis Johns como Vovó Gallagher
- Jason Blicker como Howard
- Gerry Bamman como Padre John Insomnic
- Emmy Laybourne como Helen Lewengrub
- Jennifer Irwin como Maria
- Rob Stefaniuk como Thomas Smith
- Natalie Radford como Autumn Winters
- Karyn Dwyer como Summer Falls
- Tom Green como Dylan
- Chuck Campbell como Owen

## Recepção
Superstar recebeu críticas negativas dos críticos de cinema. Rotten Tomatoes atribui ao filme uma pontuação de 32% com base em críticas de 74 críticos, com o consenso: "Script estúpido e piadas chatas fizeram com que este outro SNL falhasse".
Roger Ebert, do Chicago Sun-Times, classificou o filme como uma estrela em quatro, escrevendo: "Aqui está o retrato de uma personagem tão triste e infeliz, tão difícil de gostar, tão impossível de simpatizar, que vê-la parece um ato de crueldade". Além disso, ele descreveu a personagem de Shannon como "hostil" e "não muito gentil", afirmando que "Ela é uma daquelas pessoas que inspira em você o inexplicável desejo de ser ofensivo e cruel". James Berardinelli, da ReelViews, que deu ao filme duas das quatro estrelas, disse que "Molly Shannon é uma artista agradável e enérgica" e algumas das piadas eram "realmente engraçadas", mas ainda não havia "o suficiente aqui para justificar um longa-metragem" " Ele também sentiu que as tentativas do filme "de transformar Mary em algo mais do que uma caricatura bidimensional" eram inúteis, já que "o roteiro não mostra nenhum respeito por ela". Dennis Harvey, da revista Variety, fez uma crítica positiva, chamando o filme de "agradável surpresa", pois esperava apenas mediocridade de outra adaptação do Saturday Night Live. Ele disse que é "divertido", mas "desigual".